# Dan Lăcustă
Dan Florian Lăcustă (n. 22 martie 1977, Pitești, Argeș, România) este un fotbalist român, aflat sub contract cu clubul FC Argeș Pitești. De asemenea el este și un fost component al echipei naționale de fotbal a României.